# Кенотаф
Кенота́ф (др.-греч. κενοτάφιον, от κενός — пустой и τάφος — могила), также ценота́ф — памятник, аналогичный надгробному, но находящийся там, где не содержатся останки покойного, своего рода символическая могила. Кенотаф может быть установлен по следующим причинам:
- если тело погибшего было утрачено или уничтожено (например, в войне, при землетрясении или пожаре);
- если место гибели неизвестно;
- если доставка тела требует больших усилий (когда гибель произошла в горах, в полярных широтах и т. п.);
- если человек пропал без вести, а с этого момента прошло так много времени, что пропавшего можно признать умершим;
- если тело было кремировано, а пепел развеян.

Также кенотаф может быть установлен на родине умершего, если он похоронен в другой стране, и на месте бывшего погребения, откуда останки перевезены в другое место.
Кенотафы служат для увековечивания памяти об усопшем и выполнения поминальных ритуалов и представляют собой сооружения различных типов и степени сложности (курган, надгробие, гробница, склеп, памятник, бюст, стела, обелиск, мемориал, барельеф, мемориальная плита и т. д.). Кроме того, в европейской традиции кенотафом часто называется памятное сооружение, расположенное не над могилой с останками покойного, а на месте его гибели (даже если могила существует).

## История
Почитание умерших является важной и неотъемлемой частью всех культур. Впервые кенотафы появились в эпоху энеолита (Варненский могильник). В качестве замены тела в могилу помещали маску.
В Древнем Египте кенотаф использовали в ритуалах поминовения покойных, а реальные захоронения находились в отдаленном, чаще в недоступном, тайном месте. Древнеегипетские пирамиды в ряде случаев можно с уверенностью назвать кенотафами: например, существует четыре разных больших пирамиды, построенных для фараона Снофру; понятно, что минимум три из них были кенотафами.
В Древней Греции обычай сооружения кенотафа был связан с убеждениями, что умершие, которые не имеют могил и над которыми не были проведены специальные погребальные и поминальные ритуалы, не находят посмертного успокоения, страдают от этого и могут даже мстить живым.

Говорят также, что Пелоп насыпал здесь пустой погребальный холм (кенотаф) в честь Миртила и приносил ему жертвы, желая смягчить его гнев за убийство, и назвал его Тараксиппом, потому что у Эномая кобылы испугались в этом месте благодаря хитрости Миртила.

## Исторические кенотафы

### Кенотаф в Лондоне
Главным британским памятником погибшим в Первой мировой войне является Кенотаф (Cenotaph) в Лондоне на улице Уайтхолл — памятник неизвестному солдату. Он был сооружён в 1919 году к первой годовщине окончания войны. В каждое второе воскресенье ноября Кенотаф становится центром национального Дня поминовения. За неделю до этого на груди у миллионов англичан появляются маленькие пластиковые маки, которые покупаются у специального благотворительного Фонда помощи ветеранам и вдовам военных. В 11 часов дня в воскресенье монарх и члены королевской семьи, министры, генералы, епископы и послы возлагают к Кенотафу маковые венки, а вся страна останавливается на две минуты молчания.

## Современный кенотаф
В настоящее время установка кенотафа является достаточно распространённым явлением. Кенотафы можно встретить не только в специально предназначенных для этого местах — кладбищах, но и, например, на месте гибели. Часто кенотафы располагаются в общественных местах (на площадях, в парках, скверах), вдоль дорог или на месте внезапной смерти покойного (к примеру, в ДТП).
Подобные кенотафы предназначены для увековечивания памяти и проведения ритуалов поминовения в традиционные, чаще религиозные поминальные дни. Сооружается на средства родственников или друзей усопшего, общественными организациями или государством. Внезапная гибель близкого и любимого человека — чаще в автомобильной аварии, нередко нескольких членов одной семьи вызывает столько эмоций, что памятника — надгробия на кладбище — кажется недостаточно, и тогда на месте трагедии устанавливается кенотаф.
С правовой точки зрения установление кенотафа ничем и никем не регламентировано. Частные лица не согласовывают ни с кем установление кенотафа. В городах, как правило, ограничиваются венками, траурными лентами и цветами. Полноценные кенотафы обычно устанавливают только на загородных трассах. Установка же кенотафа общественными организациями или государством чаще всего решается на уровне муниципалитетов.

## Виды современных кенотафов
- По количеству погибших:
  - одиночные;
  - групповые;
  - массовые;
- По типу сооружения:
  - Временные (импровизированные):
    - дерево;
    - столб;
    - отбойник;
    - другие объекты;

  - Долговременные:
    - малые архитектурные формы;
    - крупные архитектурные формы:
      - часовня;
      - храм;
- По роду занятий, виду транспорта:
  - пешеходам;
  - водителям и пассажирам;
  - пассажирам и членам экипажей самолётов;
  - пассажирам и членам экипажей судов (морякам);
  - астронавтам;
  - альпинистам;
  - водным туристам;
  - полярникам.

Вид кенотафа зависит от социального статуса и материального положения семьи покойного.

### Кенотафы пешеходов
Покойным пешеходам кенотафом обычно становится ближайшее придорожное дерево (столб), где вешается венок из искусственных цветов. Часто ограничиваются повязыванием чёрной траурной ленты на ближайший к месту трагедии столб и баночкой с букетом живых цветов.

### Кенотафы автомобилистов
Кенотаф покойным автомобилистам устанавливают на обочине дороги у места аварии с датами рождения и смерти, портретом и эпитафией. Установка надгробия не обязательна — часто ограничиваются несколькими венками с траурными лентами. В советское время часто устанавливался металлический или каменный надгробный памятник с прикреплённым к нему рулём автомобиля, за которым погиб человек. Функцию кенотафа может выполнять любой предмет, от столкновения с которым погиб водитель и пассажиры транспортного средства, — дерево, столб, ограничитель-отбойник и т. д. Иногда в качестве кенотафа выступают специально привезённые каменные глыбы в несколько тонн (например, в Вологодской области на трассе Вологда — Великий Устюг). В отдельных редких случаях кенотаф огораживается или над ним возводится крыша.

## Кенотафы знаменитых людей
На месте смерти известных и почитаемых людей нередко устанавливаются кенотафы. Подобный кенотаф сочетает в себе функции памятника и места погребения, у которого любой желающий может выразить свои чувства к покойному, почтить его память. Кроме того, часто кенотаф на месте смерти кумира возникает стихийно.
Кенотафы созданы в память о многих известных людях, к примеру:
- Моцарт — наиболее известное «захоронение» кладбища святого Марка в Вене. Похороны Моцарта проходили по третьему разряду. Погребёнными в отдельной могиле с надгробием или памятником могли быть только очень богатые люди и представители знати. По третьему же разряду общие могилы были рассчитаны на 5—6 человек.
- Юрий Гагарин — похоронен у Кремлёвской стены, но поставлен и мемориал на месте гибели под городом Киржачом Владимирской области.
- Николай Вавилов — советский биолог. Кенотаф установлен в 1971 году в Саратове на месте предполагаемого захоронения в братской могиле.
- Марина Цветаева — похоронена на Петропавловском кладбище в Елабуге. Точное расположение её могилы неизвестно, поэтому на той стороне кладбища, где примерно находится её затерявшаяся могила, сооружено гранитное надгробие. Ещё один кенотаф расположен в любимом городе Цветаевой — Тарусе.
- Валерий Чкалов — памятный знак установлен на месте гибели лётчика при испытаниях самолёта И-180 в 1938 году в Москве.
- Леди Диана, принцесса Уэльская — кенотафом стал Факел свободы в Париже, установленный задолго до гибели принцессы и совершенно по другому поводу. С 31 августа 1997 года стал местом паломничества туристов, оклеен самодельными плакатами, в которых поклонники выражают свои чувства к кумиру.
- Андрей Тарковский — кинорежиссёр. Погребён на «русском» кладбище Сент-Женевьев-де-Буа под Парижем. На подмосковном кладбище в Переделкино, где похоронен его отец, установлен кенотаф режиссёру[3].
- Тимур Апакидзе — памятный знак установлен на месте гибели лётчика во время аэрошоу 17 июля 2001 года на аэродроме Остров в Псковской области.
- Александр Годунов — артист балета, киноактёр. Кенотафы находятся в Лос-Анджелесе и на Введенском кладбище Москвы. Прах Годунова был развеян над Тихим океаном.